# Jordánia

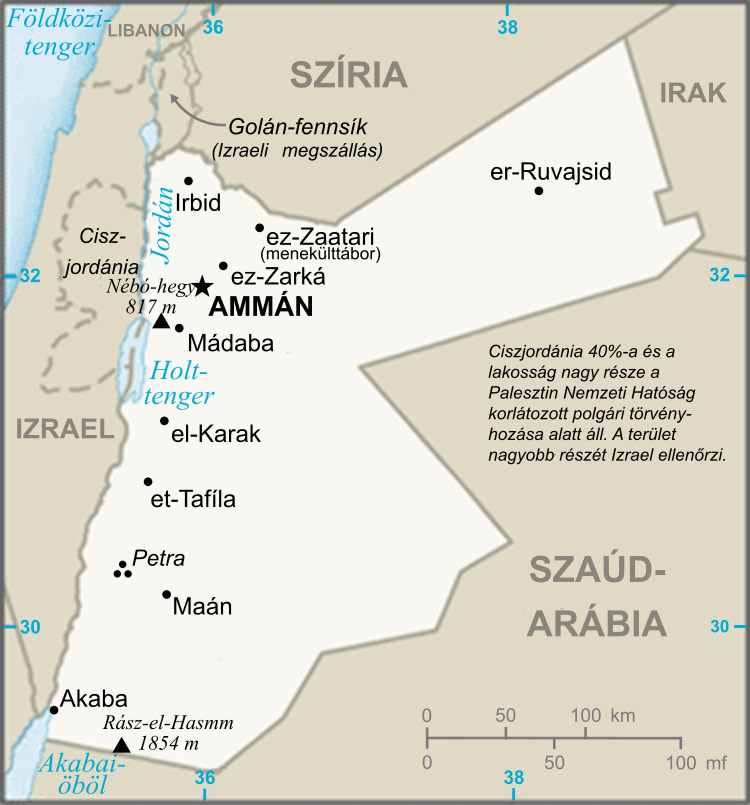

Jordánia (arabul الأردن al-Urdunn) hivatalosan Jordán Hásimita Királyság (arabul المملكة الأردنية الهاشمية al-Mamlaka al-Urdunnijja al-Hāšimijja) ázsiai, közel-keleti arab ország, az ún. Mashriq országok egyike.
Északról Szíria, északkeletről Irak, délkeletről Szaúd-Arábia, délnyugatról az Akabai-öböl, nyugatról pedig Izrael és a Palesztinához tartozó Ciszjordánia határolja. Lakossága nagyrészt a szunnita iszlám követője, a hivatalos nyelve pedig az arab.  
A mai Jordániát a paleolitikum óta lakják emberek. Három királyság alakult ki Transjordániában a bronzkor végén: Ammon, Moáb és Edom. Később a nabateusok is megalapították királyságukat Petra központtal. A mai Jordánia az első világháború alatt jött létre az Oszmán Birodalom elleni arab felkelés eredményeként. 1921-től 1946-ig "Transzjordán Emirátus" néven létezett, amely brit protektorátus volt. 1946-ban vált függetlenné és hivatalosan Jordán Hásimita Királyság néven vált ismertté. Az ország az 1948-as arab–izraeli háború során elfoglalta és annektálta Ciszjordániát, amíg Izrael 1967-ben azt meg nem szállta. 1988-ban lemondott a palesztinok területére vonatkozó igényéről, és 1994-ben békeszerződést írt alá Izraellel. Egy ideje elsősorban a rengeteg menekült (szír és palesztin) befogadása jellemzi; Jordánia a világ azon országa, ahol az egyik legmagasabb a menekültek aránya az ország lakosságához képest.
Jordánia a régió egyik legkisebb gazdasága. Jelentős turisztikai célpont, de a természeti erőforrások hiánya, a menekültek nagy száma és a regionális zűrzavar hátráltatta a gazdasági növekedést.  A tekintélyuralmi kormány rendszeresen sérti meg az emberi jogokat és követ el a kritikusok ellen politikai indíttatású börtönbüntetést. A király uralja a politikai döntéshozatalt és a jogalkotási folyamatot. Különféle törvények büntetik a király vagy az állami intézmények bírálatát vagy épp az istenkáromlást.

## Földrajz
Területe főként egy száraz sivatagi fennsíkból áll keleten, és egy hegyvidéki régióból nyugaton. A Nagy-hasadékvölgy és a Jordán folyó választja el Izraeltől. 

### Domborzat
Felszíne mészkőből álló, átlag 800–1000 m magas fennsík. Nyugaton a Szír-Jordán-árok része Jordán folyó völgye, a Holt-tenger és az Akabai-öböl. Az ország legmagasabb pontja Rász-el-Hasmm, ami 1854 m.
Területét nyugat felé enyhén emelkedő, harmadidőszaki mészkőfennsík foglalja el; ezt északon bazaltláva fedi. A fennsík nyugaton kb. 1000 m magas peremmel hanyatlik a Jordán-árokba, amely 3–10 km szélességben kíséri a folyót. Jordánia legdélibb részén a homokkő fennsík Szaúd-Arábiába is átnyúlik. 

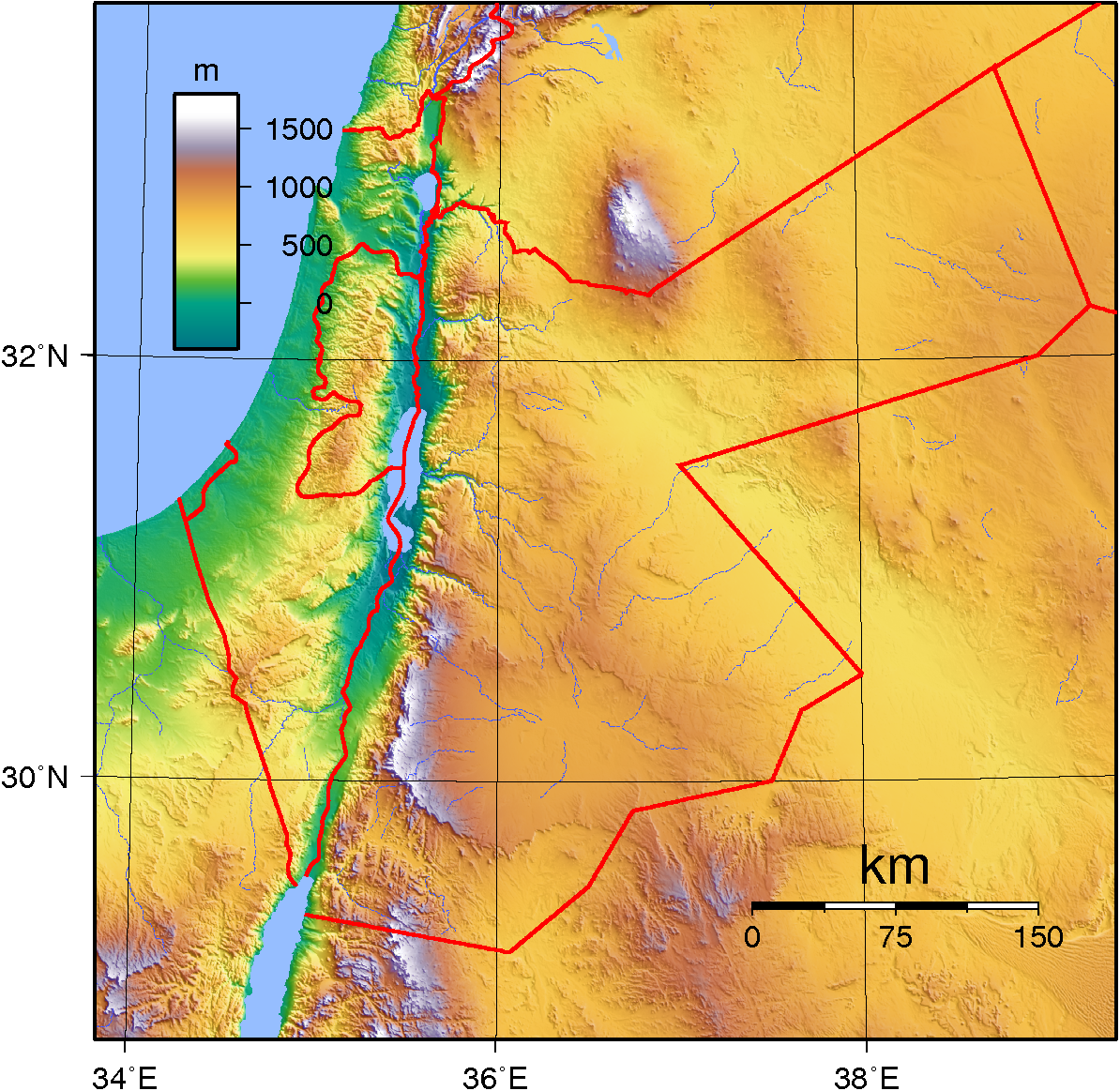
Domborzati térkép
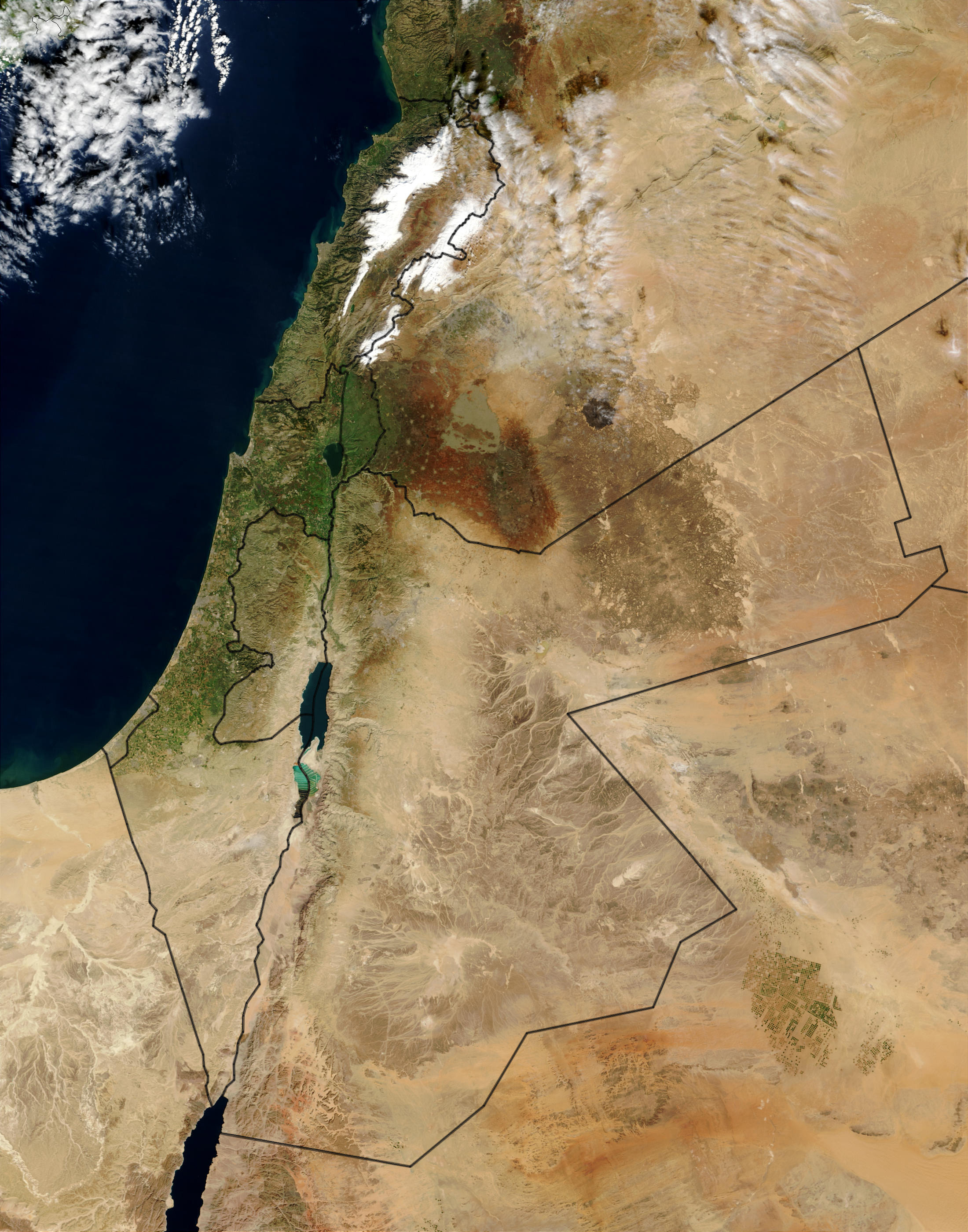
Műholdas kép a térségről
Domborzat és a főbb városok

### Vízrajz
Egyetlen állandó vízfolyása a Holt-tengerbe ömlő Jordán folyó.

### Éghajlat

Éghajlati térkép Köppen-osztályozásán

Az éghajlat nagyon változó. Általában minél távolabb van a Földközi-tengertől, annál nagyobb a hőmérsékleti kontraszt és kevesebb a csapadék.
Északnyugaton mediterrán az éghajlat, míg az ország túlnyomó részét, keleti területeit kontinentális sivatagi éghajlat jellemzi. A nyár forró, igen száraz, a téli félév (nov–márc.) hűvös. Télen vannak záporok és időnként, egyes nyugati területeken havazások is.
Kelet és dél felé a csapadék gyorsan csökken, a Holt-tenger vidékén már csak 100 mm évente.

### Élővilág
Jordánia nagy része kő- és kavicssivatag, illetve gyér tövises bozóttal fedett félsivatag. A nyugati peremhegységek természetes növénytakarójából megmaradt mediterrán erdők az ország területének csak 1,1%-át borítják, a valamikori erdők nagyobb részének helyét cserjés vegetáció, tamariska- és akáciafajok vagy művelt földek foglalták el. Nagymértékű a vörös terra rossa talaj eróziója. 
Faunája szegényes. A rovarevők közül jellegzetes a füles sün, a rágcsálókból a keleti ugróegér és a törpe hörcsög. A ragadozók közül előfordul a homoki róka, a mocsári és sivatagi hiúz. A párosujjú patásokból a núbiai kőszáli kecske, illetve a kihalt, de visszatelepített arábiai oryx érdemel említést. 

#### Természetvédelmi Területek

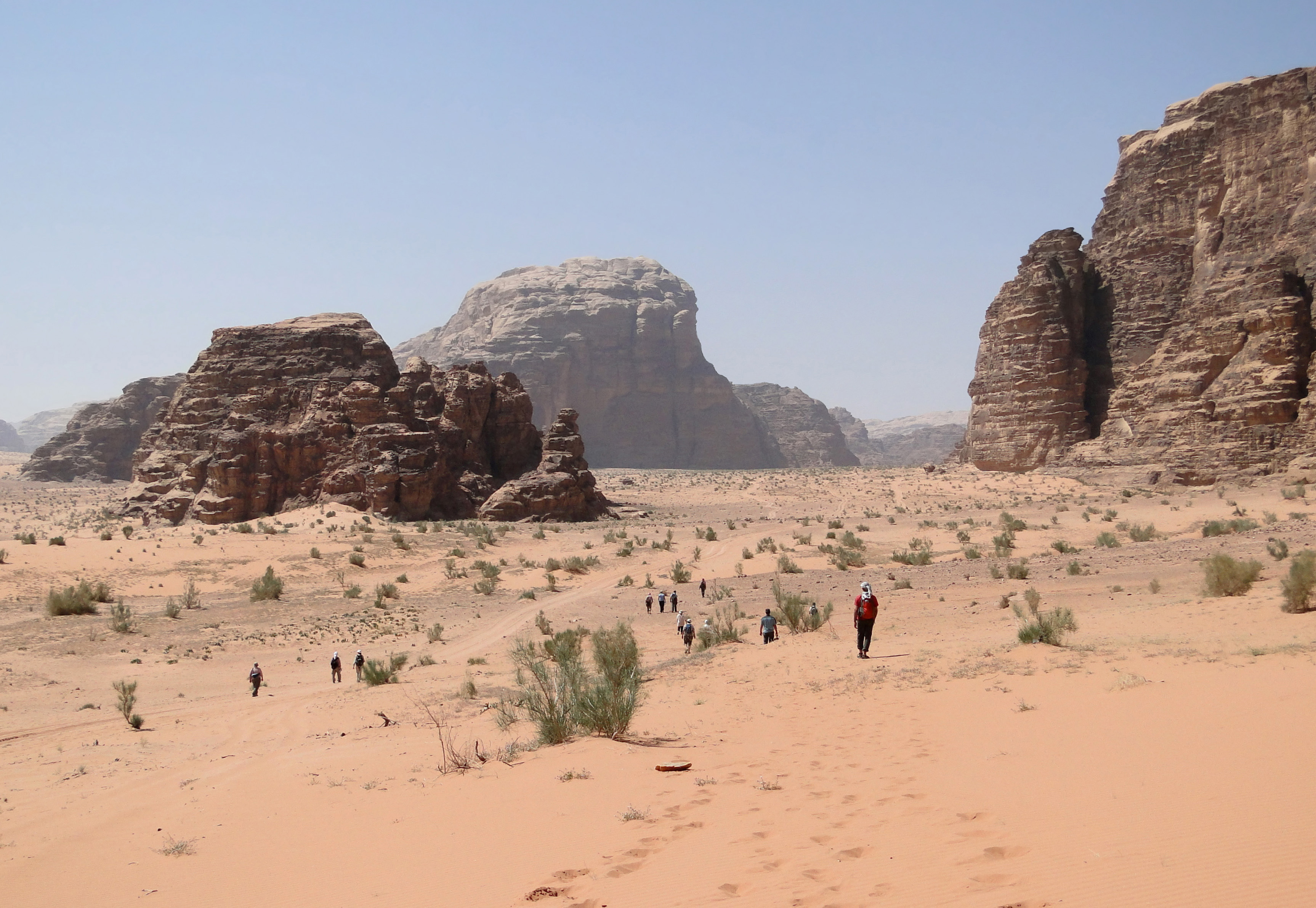
Homokkő sziklák a Wadi Rum Természetvédelmi területen

Az 1966-ban alapított Királyi Természetvédelmi Társulat nem kormányzati szervezetként Jordánia legjelentősebb környezetvédelmi intézménye. A társulat korlátozott erőforrásai egyelőre 6 természetvédelmi terület fenntartására és fejlesztésére elegendőek.
- Ajluni Természetvédelmi Terület 1988. (13 km²)
- Azraqi-mocsár Természetvédelmi Terület 1977. (12 km²)
- Dana Természetvédelmi Terület 1989. (320 km²) Az UNESCO által bioszféra-rezervátumnak nyilvánított park.
- Dibbeen Természetvédelmi Terület 2005. (8 km²)
- Shaumari Vadvédelmi Rezervátum 1975. (22 km²)
- Wadi Mujib Természetvédelmi Terület 1988. (212 km²)
- Illetve a ma már az aqabai kormányzóság fennhatósága alá tartozó Wadi Rum (Rum vádi) Természetvédelmi Terület 1998. (540 km²)

Számos "Nemzeti Park" létezik az országban, de ezek nem környezetvédelmet, hanem rekreációs célokat szolgálnak.

#### Természeti világörökségei
2011 óta a Rum vádi a kulturális és természeti világörökség része.

## Története

### Ókor

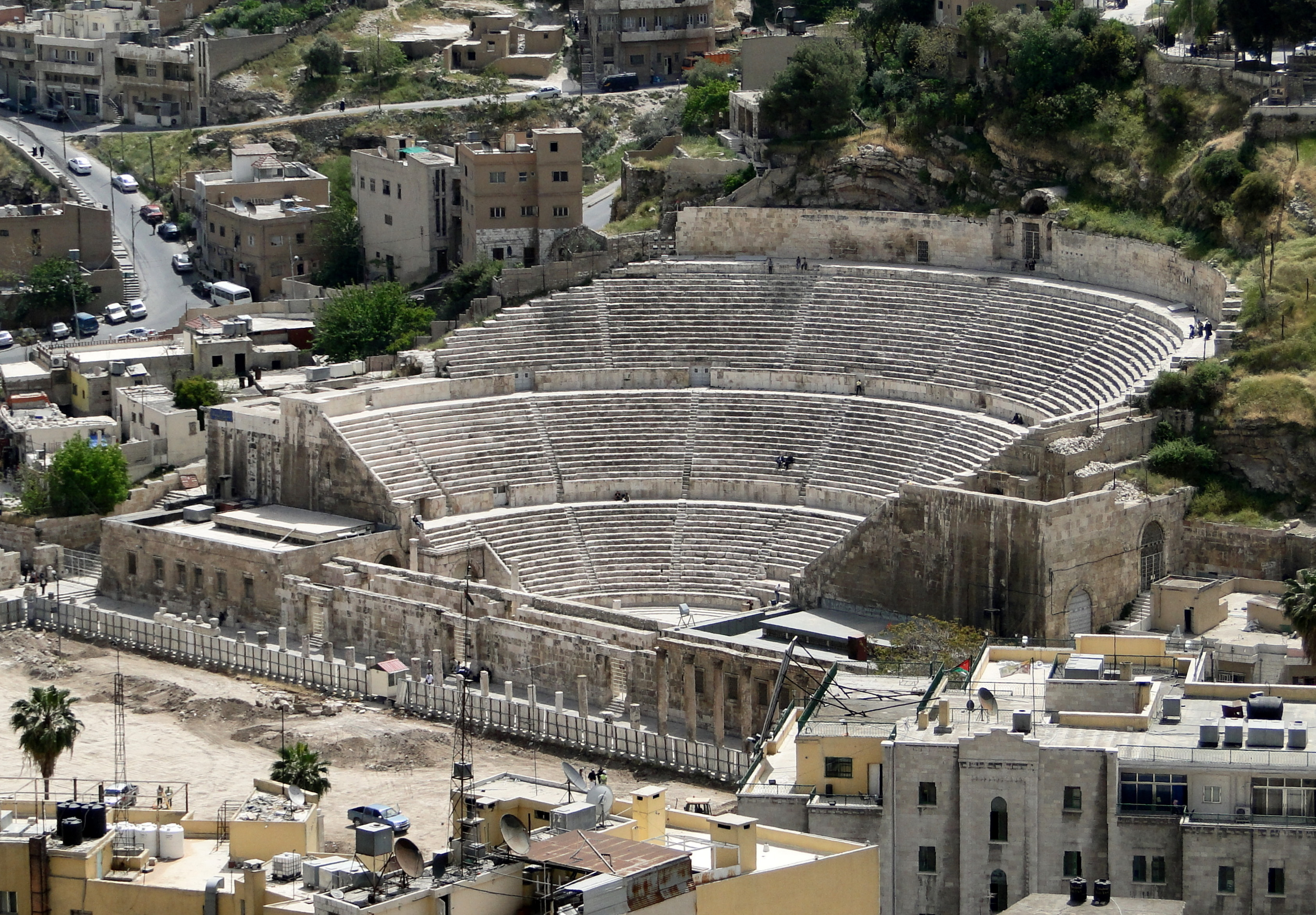
Egy színház maradványa a római időkből, Amman

Mai területén az Kr. e. 1. évezred első felében Edom, Moáb, Ammón, az Izraeli Királyság, valamint arámi törzsek osztoztak. Az Izraeli- és a Júdai Királyság bukása után asszír, babiloni, perzsa és egyiptomi uralom alatt állt. A Mésa-sztélé a bibliai történelem egyik legfontosabb közvetlen beszámolója.
Nagy Sándor a Perzsa Birodalom meghódítása meghonosította a hellenisztikus kultúrát a Közel-Keleten. Halála után a birodalmat a tábornokai felosztották; Transzjordánia nagy részén az egyiptomi Ptolemaidák és a szíriai Szeleukidák civakodtak. A nabateusok, az Edom déli részén élő nomád arabok, a két hatalom közötti küzdelem kihasználásával, Kr. e. 169-ben független királyságot hoztak létre.
Majd a régió a Római Birodalom fennhatósága alá került.

### Középkor
A 7. században a muszlim arabok hódították meg. Az Omajjád-kalifátus idején több erőd épült Transzjordániában, többek között: Qasr Al-Mshatta és Qasr Al-Hallabat.
A 11-12. században a keresztes hadjáratok eredményeként létesített Jeruzsálemi Királyság része volt.
A 13. században a régió is megtapasztalta a mongol támadásokat (→ mongol betörések Palesztinába), de végül a mamlukok visszaverték őket.
1516-ban az oszmán csapatok hódították meg a mamlukok itteni területét.

### Újkor és a közelmúlt
A Jordán folyótól keletre eső terület a 16. század elejétől 1918-ig a Török Birodalom része, 1920-ban népszövetségi mandátum-terület angol közigazgatás alá került, amelyen 1922-ben megalakult a Transzjordániai Emirátus. Ez az állam Transzjordánia 1945-ben az Arab Liga tagja lett. 1946-ban felvette a Transzjordániai Hásimita Királyság nevet. 1948-ban Jordánia részt vett az első arab–izraeli háborúban, csapatai megszállták a Jordán folyón túli nyugati részeket, a jeruzsálemi óvárossal együtt. 1949-ben függetlenné vált Nagy-Britanniától.
1955-ben lett az ENSZ tagja.
Az Izrael ellen viselt hatnapos háborúban (1967) a Jordántól nyugatra eső, 1948-ban megszállt területet elvesztette.
1970–71-ben a Jordániába nagy számban bevándorló palesztinok megmozdulásait a hadsereg verte le („fekete szeptember”).
1988-ban Jordánia formálisan lemondott minden, a Jordántól nyugatra eső területtel kapcsolatos jogi és adminisztratív igényéről és 1994-ben – második arab államként – békét kötött Izraellel.
Az egyiptomi események hatására 2011 januárjában békés tüntetések kezdődtek, amelyek a király hatalmát nem vitatták, de a kormány és a parlament feloszlatását követelték.

## Államszervezet és közigazgatás

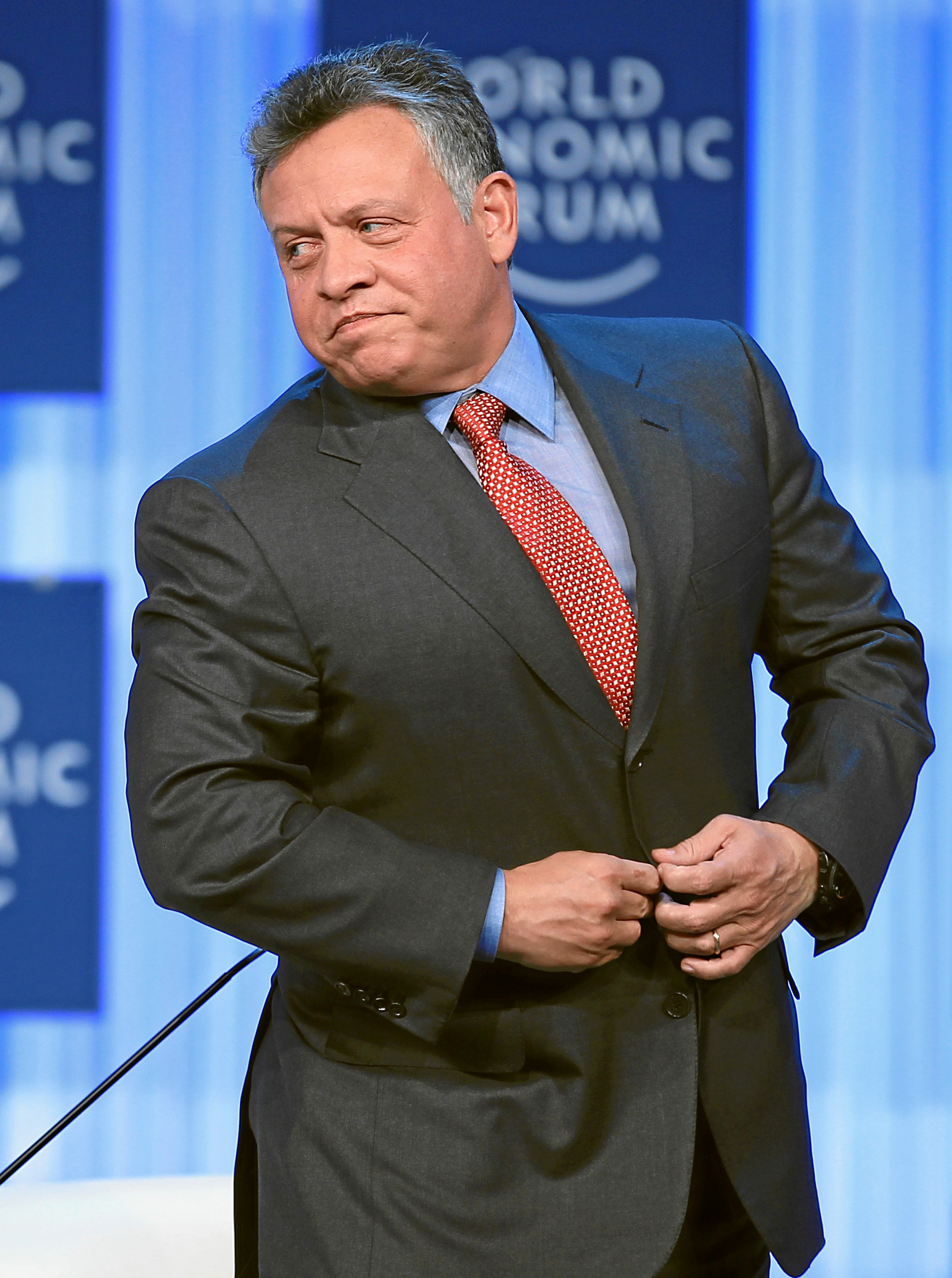
II. Abdullah, Jordánia királya (2013-ban)

Jordánia kormányzóságai

### Alkotmány, államforma
Államforma: alkotmányos örökletes monarchia.

### Közigazgatási beosztás
Jordánia jelenlegi közigazgatási felosztását a 2000. évi 46-os számú belügyminiszteri rendelet szabályozza, amely 2001. január 1-jétől van érvényben. Eszerint az ország legfelső közigazgatási egységei a kormányzóságok (muháfaza, tbsz. muháfazát), melyek száma tizenkettő. A kormányzóságok egyenként 1-9, összesen 51 körzetre (livá, tbsz. alvija) oszlanak, amelyek 2-5 alegységre (kadá, tbsz. akdija) tagolódnak. Ezek alatt működnek a városok (madína, tbsz. mudun) és falvak (karija, tbsz. kura), illetve Ammán városán belül a kerületek (mintaka, tbsz. manátik).

## Népesség

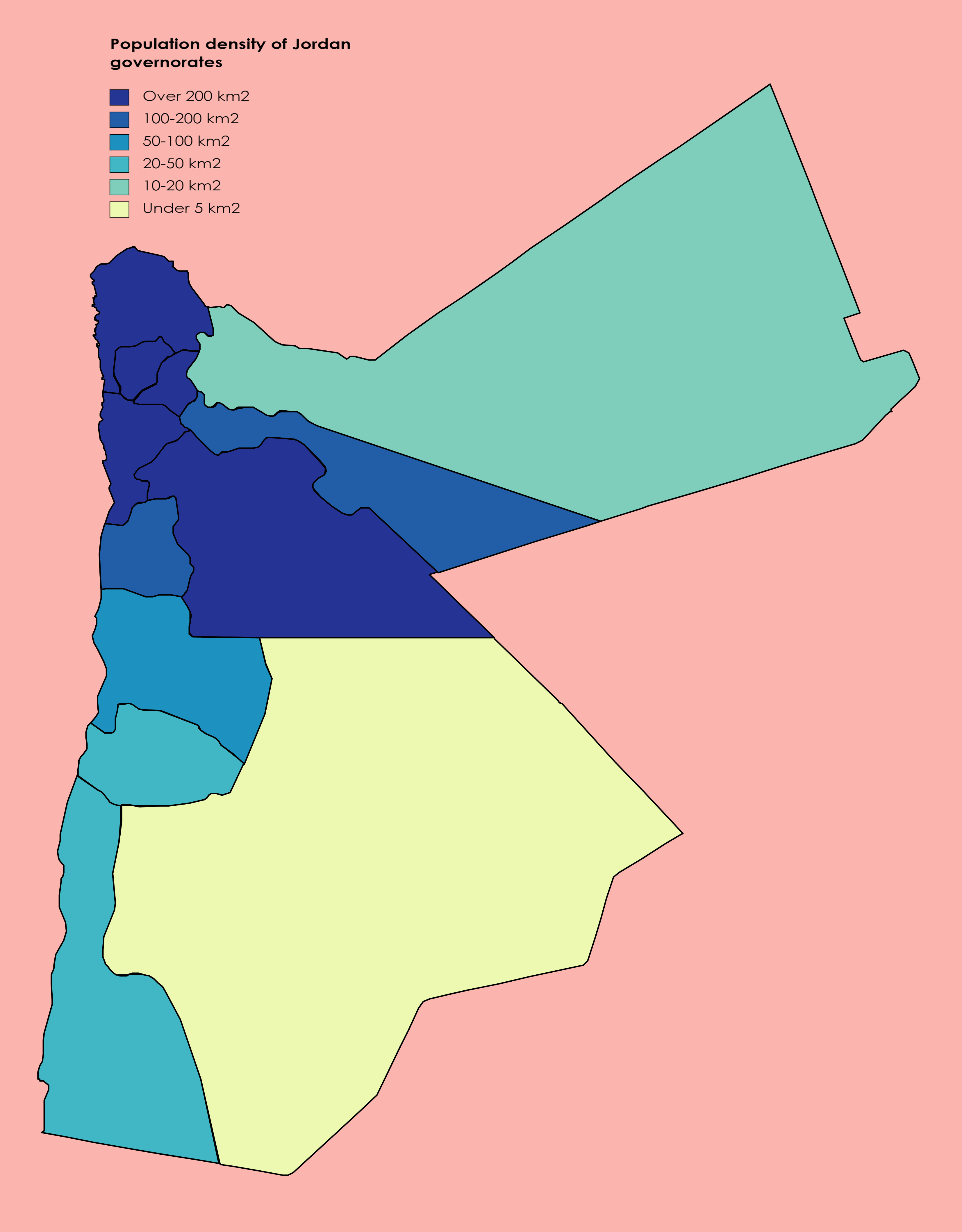
Jordánia népsűrűsége 2015-ben

A népességnövekedése nagyon gyors, 1960 óta a lakosság több mint tízszeresére nőtt.
2019 elején az ország lakossága 10 millió fő, népsűrűsége 113 fő/km². A városi lakosság aránya 67 %.
Mivel a 113 fő/km² népsűrűségi mutató országos átlag, és a sivatag miatt csak az ország bizonyos részei lakottak, ez a szám a lakott helyeken nagyon magas népsűrűséget jelez. A lakosság zöme nyugaton és különösen északnyugaton, továbbá Ammánban és környékén él.
A születéskor várható élettartam: 80,1 év (78,7 – férfiak, 81,5 – nők).
Írni-olvasni tud a 14 éveseknél idősebbek 96,7 %-a.
Jordánia népességének növekedése 1960 és 2019 között : 
| Jordánia népességének növekedése |                      |                     |
| Év                               | Népesség (millió fő) | Népsűrűség (fő/km²) |
| 1960                             | 0,9                  | 11                  |
| 1970                             | 1,7                  | 19                  |
| 1980                             | 2,4                  | 27                  |
| 1990                             | 3,5                  | 40                  |
| 2000                             | 5,1                  | 57                  |
| 2010                             | 7,2                  | 81                  |
| 2019                             | 10,0                 | 113                 |

### Etnikai, nyelvi megoszlás
A lakosság 87%-a arab, 7%-a arameus, 2%-a cserkesz, 2%-a kurd és 2%-a örmény.
Az ország hivatalos nyelve az arab, de emellett sokan beszélnek angolul is.
Az arab nyelvű lakosság nem heterogén, sokan más országokból származnak. Több mint kétmillió palesztin származású él Jordániában (közül 370 ezer menekülttáborokban), zömük rendelkezik jordániai állampolgársággal. Beáramlásuk oka a gyakori arab-izraeli konfliktusok. Egy-egy nagyobb háború idején jelentős hullámokban érkeztek palesztin menekültek Jordániába, amely az országnak komoly humanitárius problémákat okozott. Az utóbbi időben szigorították a jordániai állampolgársághoz való jutást is.
2003-ban egymillió iraki menekült költözött Jordániába. Többségük később visszatért. Ma körülbelül 130 ezer iraki származású lakosa van Jordániának. A 2006-os libanoni háború miatt 10 ezer libanoni érkezett Jordániába. A 2010 óta tomboló szíriai polgárháború miatt 1 millió 400 ezer szíriai menekült is jött, többségük menekülttáborokban él. Az utóbbi évek háborús konfliktusai miatt jemeni, szudáni és líbiai emberek is érkeztek Jordániába. Bár az ország rendkívül vendégszerető és segítőkész, mégis igen megterheli az államköltségvetést a menekültek óriási száma és a munkalehetőségek hiánya.

### Vallási megoszlás
A lakosság 95-97 %-a muszlim (leginkább szunnita), 2-5 %-a keresztény, elenyésző hányada egyéb vallású.

## Gazdaság
Jordánia gazdasága a Közel-Keleten a legkisebbek közé tartozik, elégtelen víz- és egyéb természeti erőforrásokkal. A kormány egyéb gazdasági kihívásai közé tartozik a magas munkanélküliség és az alulfoglalkoztatottság, a költségvetési és a folyó fizetési mérleg hiánya, valamint az államadósság krónikusan magas aránya. 
A GDP összetétele, származási ágazatok szerint (2017) : 
- mezőgazdaság: 4,5%
- ipar: 28,8%
- szolgáltatások: 66,6%

### Gazdasági ágazatok

#### Mezőgazdaság
Déligyümölcs és zöldség termesztés a mezőgazdaság fő bevételi forrása.
Főleg búzát, árpát, kukoricát, hüvelyeseket, olívabogyót, citrusféléket és szőlőt termelnek.
Állattenyésztéssel (juh, kecske, teve) leginkább a nomádok foglalkoznak.

#### Ipar
Főbb iparágak: ruházati ipar, műtrágyagyártás, foszfátbányászat, gyógyszeripar, kőolajfinomítás, cementgyártás, könnyűipar.

#### Külkereskedelem
- Exporttermékek [19]: foszfát, kálisó, műtrágya, mezőgazdasági termékek, textília
- Importtermékek [19]: nyersolaj, iparcikkek, közlekedési eszközök, élelmiszer, közszükségleti cikkek
- Legfőbb exportpartnerek 2017-ben [19]:  USA 24,9%,  Szaúd-Arábia 12,8%,  India 8,2%,  Irak 8,2%, Kuvait 5,4%, Egyesült Arab Emírségek 4,6%
- Legfőbb importpartnerek 2017-ben [19]:  Kína 13,6%,  Szaúd-Arábia 13,6%,  USA 9,9%, Egyesült Arab Emírségek 4,9%, Németország 4,4%

## Közlekedés

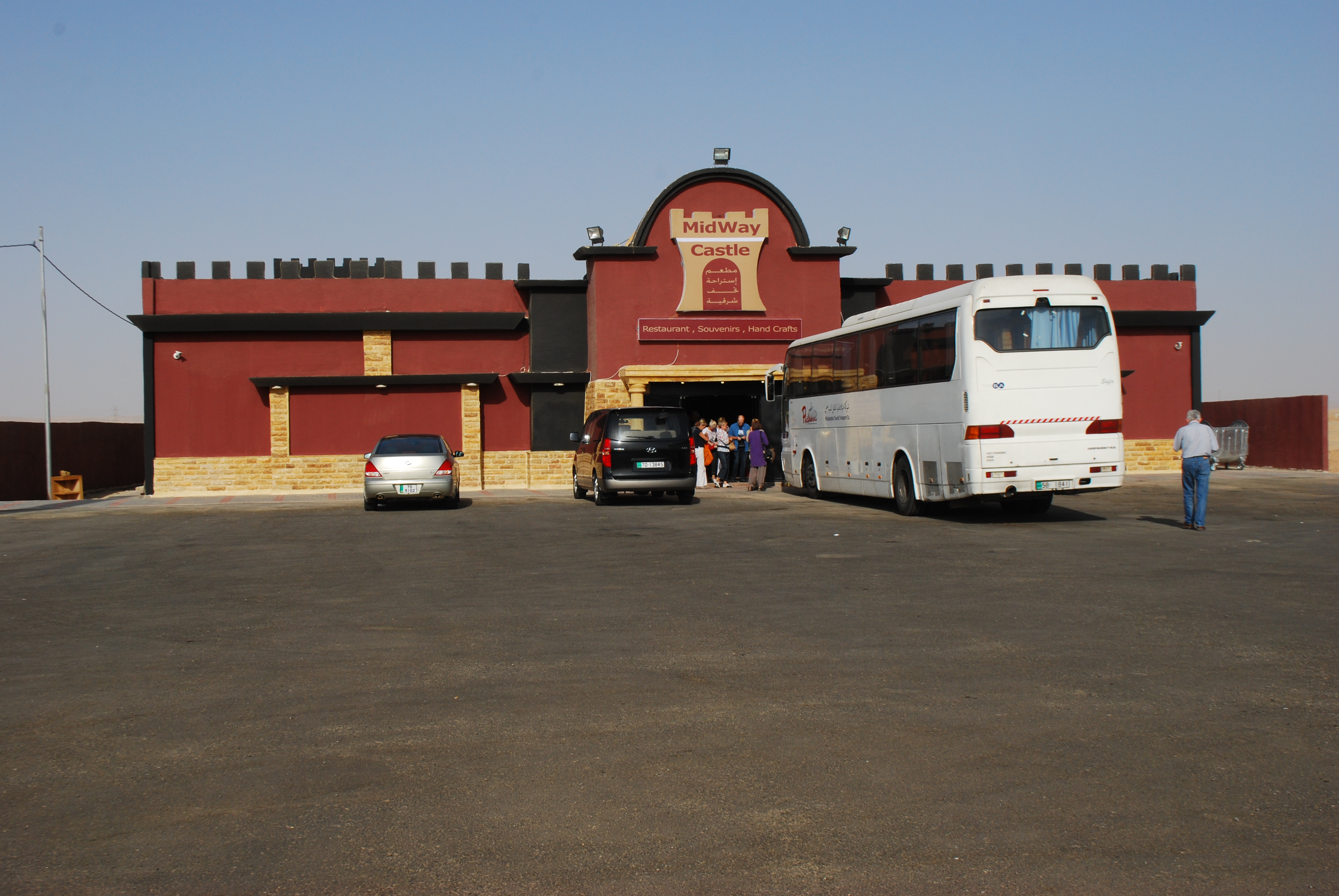
Pihenőhely a 15. sz. főút mellett

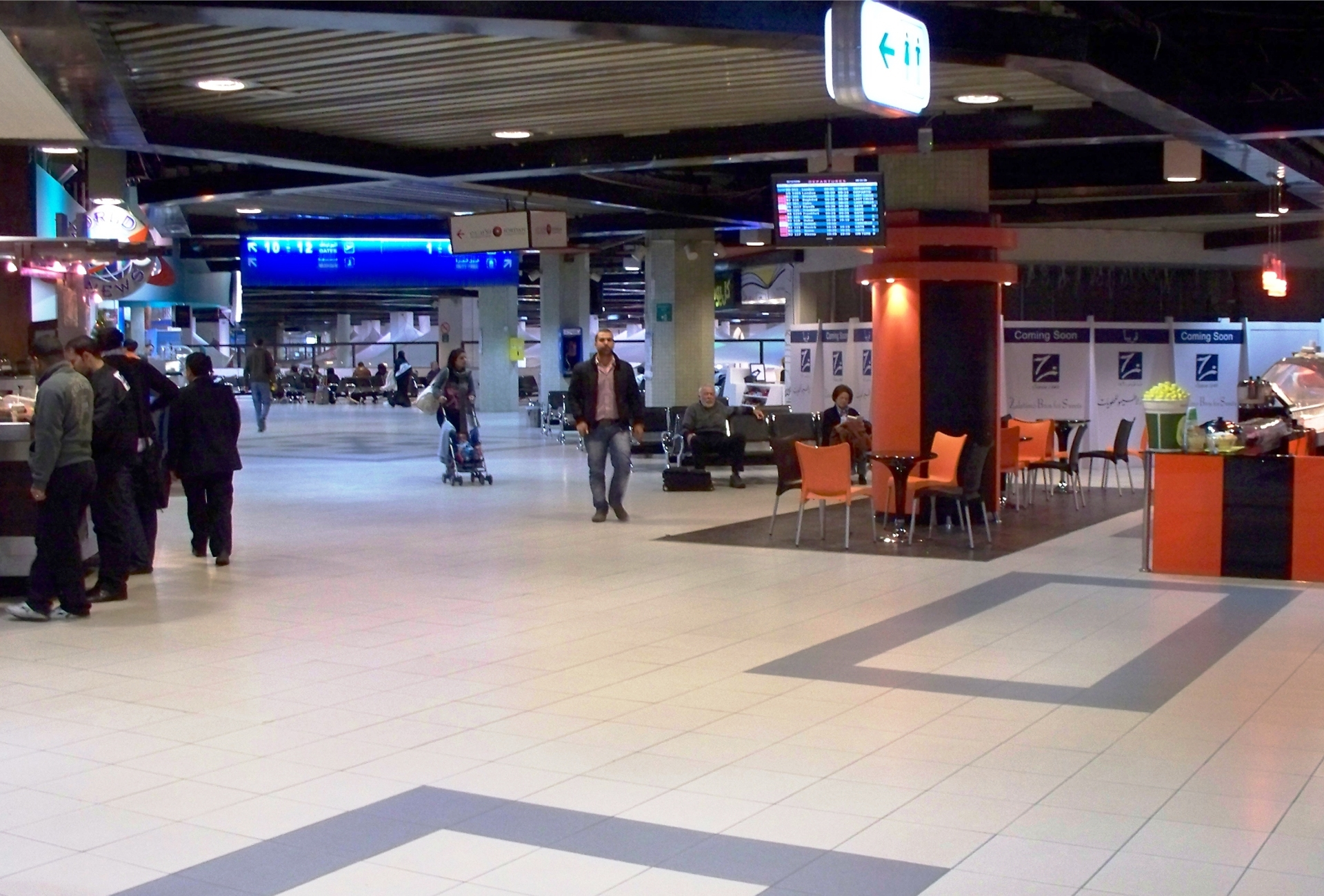
Az ammáni nemzetközi repülőtér terminálja

### Közút
A közutak hossza: 8000 km.
Főbb utak:
- A 15. számú, részben többsávos út köti össze a fővárost a szíriai határral és Akabával.

### Légi
Nemzetközi repülőterek Ammán és Akaba mellett találhatók. A repülőterek száma tizenhat. A légi közlekedést részben a Royal Jordania nevű légi társaság bonyolítja.

### Vízi
Akaba kikötője az Akabai-öbölben az egyetlen tengeri kikötő.

## Telekommunikáció
| Hívójel prefix | JY |
| ITU zóna       | 39 |
| CQ zóna        | 20 |

## Kultúra
Jordánia kultúrája arab és iszlám elemekre épül.
A lakosság több mint 40%-a Amman metropoliszában él, és itt koncentrálódik Jordánia modern kultúrája. A popzenei kultúrát erősen befolyásolja a nyugat. Az európai és amerikai zene, filmek, divat és egyéb szórakoztatási formák is népszerűek a jordániai emberek körében. A bulizás és klubkultúra jelen van Ammánban, különösen a város nyugati felében.
Jordánia viszonylag liberális társadalommal rendelkezik, ahol nincsenek szaúdi stílusú vallási rendőrök, akik a vallás megsértőit börtönbe viszik. Egy férfi és nő közötti vonzalom nyilvános kifejezése azonban nem elfogadott.

### Kulturális intézmények

#### Kulturális világörökség
A következő helyszíneket tekinti az UNESCO a kulturális világörökség részének:
- Petra romváros;
- Kuszr Amra – kastély a korai iszlám időkből;
- Umm er-Raszász

Jordánia javaslatára lettek Jeruzsálem óvárosa és falai világörökséggé nyilvánítva még 1981-ben. Jeruzsálem városa már akkor sem állt Jordánia tényleges igazgatása alatt, azóta pedig hivatalosan is lemondott róla.

### Szokások
A bal kezet nagy illetlenség étkezésre használni.
Az öltözködésben a többi arab országhoz hasonlóan konzervatívak; egy városi utcán rövidnadrágot viselő nyugati turisták nagyjából ugyanazt a benyomást keltik, mintha egy nyugati nagyvárosban alsónadrágban vándorolna egy egyén. A jordán férfiak soha, semmilyen helyzetben nem járnak nyilvános félmeztelenül.

### Gasztronómia

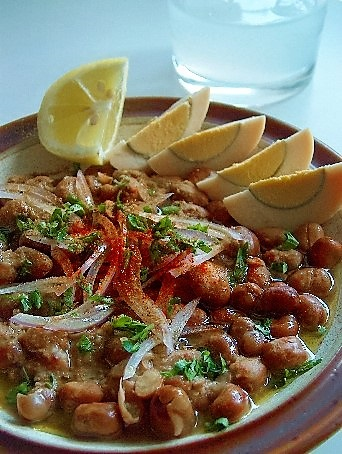
Ful medamesz

A rizs főétel, amelyet szinte minden nap fogyasztanak, a tetejére húsdarabokat helyezve. A disznó tisztátalan állat és nem fogyasztják.
- Hummusz
- Ful medamesz (főtt, pörkölt bab más összetevőkkel)

Különleges jordán ételek:
- Shorbat Adasz (vörös lencseleves),
- Manszaf (bárányhúsból és csirkéből készült főétel),
- Shrak (lepény),
- Qatayef (túróval vagy dióval töltött édesség).

## Turizmus

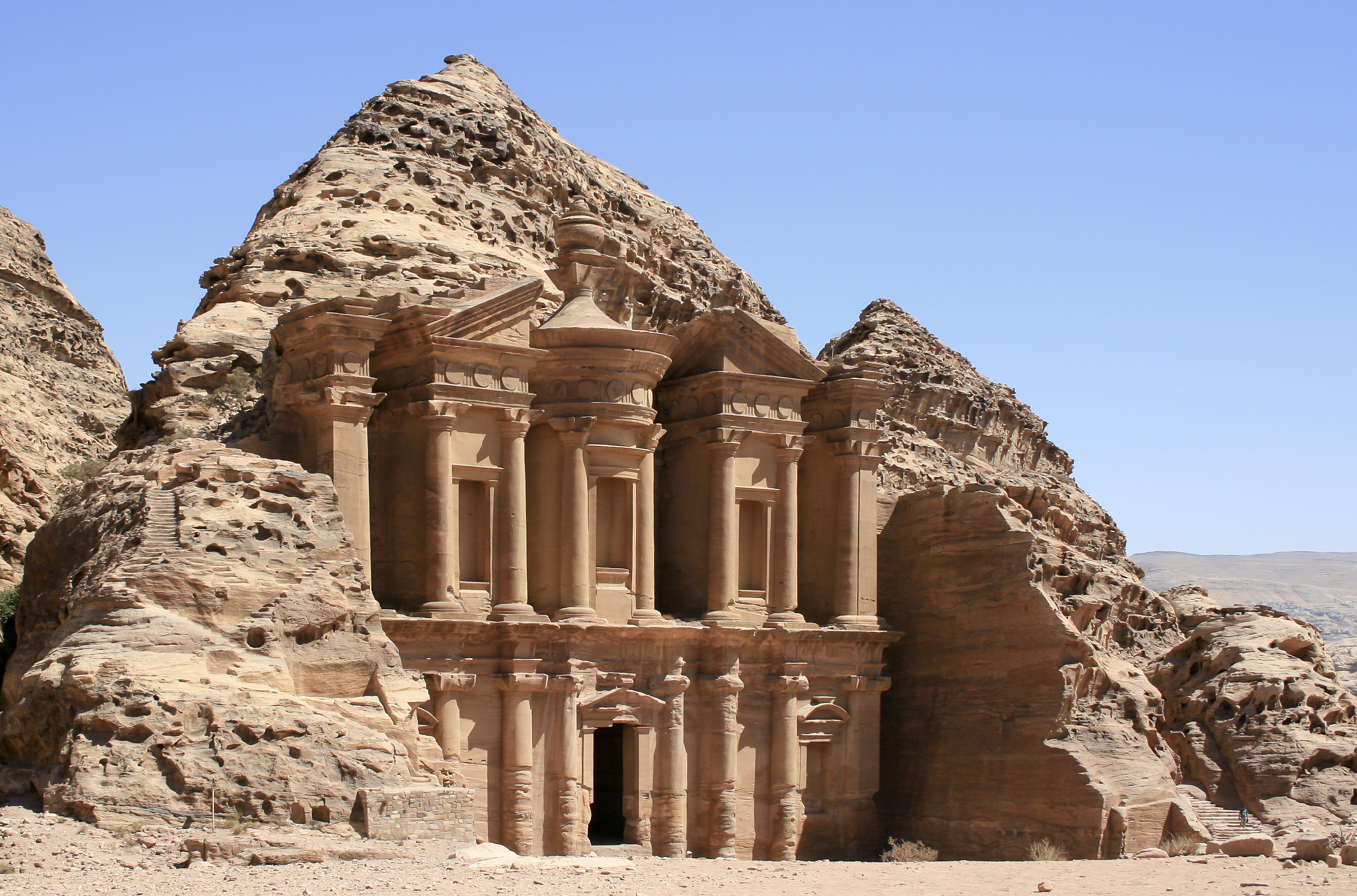
Petra egy sziklába vájt épülete

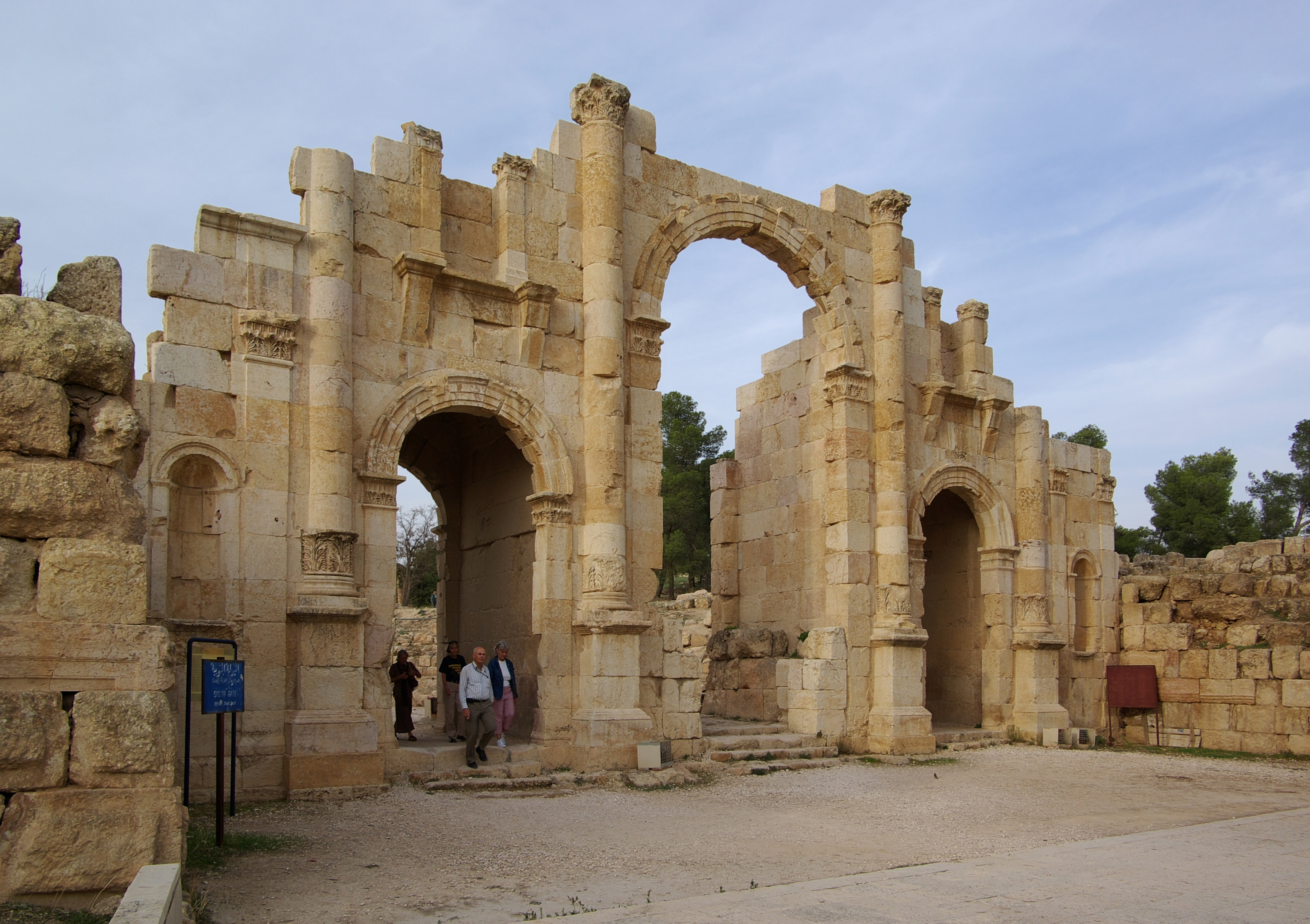
Dzseras romjai

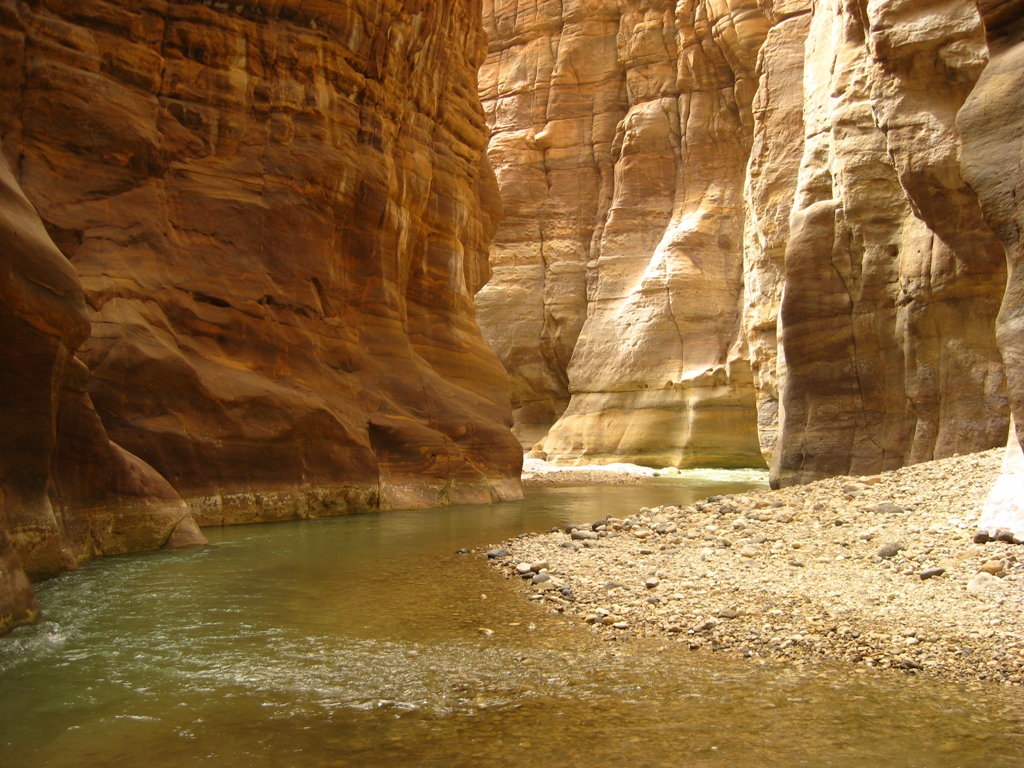
Kanyon a Mudzsib vádiban tavasszal

Jordánia színes és változatos kínálatot nyújt a vendégek számára. A kulturális idegenforgalom (történelmi nevezetességek, látnivalók, világörökségi helyszínek) mellett fontos szerepe van az aktív turizmusnak és az egészségturizmusnak. A két leglátogatottabb célpontja a Vörös-tenger búvárparadicsomaként ismert Akaba, illetve az iszapja miatt gyógyító hatásúnak tartott Holt-tenger.
A Private Hospital Association (Magánkórházak Szövetsége) 2007-ben tette közzé, hogy a Világbank ötödik helyre sorolta Jordániát az egészségturizmus világranglistáján. A régióban mindemellett első helyen áll, hiszen felmérések alapján 2006-ban a jordániai egészségügyi intézeteket 48 országából több mint 250 ezren keresték fel. 

### Fő látnivalók
Fő látnivalók:
- Petra (romváros)
- Holt-tenger
- Rum vádi
- Dzseras romjai
- Akaba
- Ammán
- Madaba
- Umm Kajsz: Gadara romjai
- Mudzsib vádi

### Oltások
Javasolt oltások Jordániába utazóknak:
- Járványos gyermekbénulás
- Hastífusz
- Hepatitis A
- Hepatitis B
- Veszettség

Kötelező oltás, ha fertőzött országból érkezik/országon át utazik valaki:
- Sárgaláz

## Sport

### Labdarúgás
A jordán labdarúgó-válogatott eddig még nem ért el kiemelkedő eredményt.

### Olimpia
A 2016. évi riói olimpián Ahmad Abughaush jordán taekwondo versenyző aranyérmet szerzett a 68 kg-os súlycsoportban, megszerezve ezzel az ország első érmét az olimpiai játékokon.

## Ünnepek
- Jan. 1. – Újév
- Máj. 1. – A Munka ünnepe
- Máj. 25. – Nemzeti ünnep – a függetlenség napja, 1946
- Dec. 25. – Karácsony

Az iszlám naptár alapján (változó dátumúak):
- Eid al-Adha
- Eid al-Fitr
- Maulid
- Iszlám újév